# Hoài Nam (nhạc sĩ)
Hoài Nam (sinh 1942) là một nhạc sĩ nhạc vàng trước năm 1975. Ông là tác giả một số ca khúc như "Ba tháng quân trường", "Chín tháng quân trường", "Tình bạn Quang Trung".

## Tiểu sử
Ông tên thật là Trần Hoài Nam, sinh năm 1942 tại Sóc Trăng.
Ông là một nhạc sĩ tạo được danh tiếng trong làng nhạc vàng phổ thông đại chúng trước năm 1975, nhưng số phận hẩm hiu của Hoài Nam từ sau 1975 đã làm cho tên tuổi của ông không được nhiều người biết tới. Đặc biệt là sau này có hai ca sĩ lấy nghệ danh là Hoài Nam nên làm cho công chúng nhầm lẫn : một ở hải ngoại, hát nhạc quê hương vá 1 số bài nhạc của nhạc sĩ Hoài Nam (như ''Thương tình nhân'') trước năm 1975, vá một ở trong nước, nhưng hát nhạc tiền chiến.
Nhạc sĩ Hoài Nam còn là người phụ trách chương trình Văn Nghệ Bốn Phương trên Đài Phát Thanh Quân Đội, từ 9 giờ 30 đến 10 giờ mỗi sáng Thứ Sáu hàng tuần. Ngoài ra ông cũng mở lớp ca nhạc mang tên Hoài Nam ở số 95/1 đường Trương Minh Ký.
Năm 1965, ông tham gia sinh hoạt văn nghệ trong Cục Tâm lý chiến Việt Nam Cộng Hòa cùng một số nhạc sĩ như Trần Thiện Thanh, Anh Việt Thu, Nguyễn Văn Đông, Dzũng Chinh... chuyên sáng tác các ca khúc về người lính. Ngoài đề tài về người lính, ông còn viết về tình yêu đôi lứa.
Sau sự kiện 30 tháng 4 năm 1975, ông sinh hoạt văn nghệ với một số nhạc sĩ còn lại ở trong nước. Cho đến năm 1995, sau khi nhạc sĩ Trúc Phương qua đời thì nhạc sĩ Hoài Nam cũng mất liên lạc với các đồng nghiệp, từ đó thông tin về nhạc sĩ Hoài Nam cũng không còn ai biết nhiều.

## Sáng tác
Danh sách này không đầy đủ, bạn cũng có thể giúp mở rộng danh sách.Bài hát Năm 17 tuổi ("Mười bẩy đến tuần trăng mới tròn. Nghe mùa Xuân bước vào tâm hồn...") thật ra là của hai nhạc sĩ Hoài Linh và Song Ngọc sáng tác vào thập niên 1960.
- 365 ngày
- Anh đi em ở
- Ba tháng quân trường (1967)
- Ba năm về trước (Hoài Nam - Thanh Hoàng) (1967)
- Bến duyên thuyền vẫn đợi (1964)
- Bến đợi
- Buồn vào đông (1969)
- Chớ trách người đi
- Chín tháng quân trường (1972)
- Chiều buồn gác vắng
- Còn gì đẹp hơn (1965)
- Cúc và Mai (1968)
- Đêm mãn khoá (1970)
- Đừng yêu lính bằng lời
- Đối diện nhà em (1972)
- Đan áo dưới trăng (Hoài Nam & Yên Hà)
- Đường ai nấy đi (Hoài Nam & Duy Hiền) (1971)
- Đường về miền Trung
- Em lấy chồng xa (Hoài Nam & Thanh Sơn) (1990)
- Em sẽ yêu ai
- Giã biệt Sài Gòn
- Hoa sứ nhà em (Hoài Nam & Hoàng Phương) (1968)
- Hôm nào anh trở lại (1968)
- Khi gió đồng về (Hoài Nam & Duy Hiền)
- Lá thư tâm tình (Hoài Nam & Thanh Phương) (1970)
- Lửa Tình Chưa Nguôi
- Một lần lỡ bước
- Một phương trời nhớ (1969)
- Mùi hương dạ lý
- Nay anh là lính (Hoài Nam - Yên Hà)
- Ngày ra đơn vị
- Nghịch cảnh
- Người thương phố nhỏ (Hoài Nam & Duy Hiền) (1969)
- Người yêu cùng xóm (Hoài Nam & Duy Thảo)
- Nguyện ước ba sinh
- Những dòng lưu niệm (1971)
- Nỗi buồn ven đô (Hoài Nam & Quốc Hưng) (1972)
- Nửa năm thương nhớ (Hoài Nam - Yên Hà)
- Phượng hồng (1973)
- Phận má hồng (Hoài Nam - Trần Nam Cách)[3]
- Ru con thuyền mộng
- Rừng nhạc nở hoa
- Sau lần hẹn cuối
- Sinh trong thời chiến (Hoài Nam - Thanh Ngọc)
- Từ lúc xa tôi
- Tạm biệt người yêu (1972)
- Thư miền giới tuyến (Hoài Nam & Thanh Ngọc)
- Thương tình nhân (1971)
- Tình người xa Huế
- Tình anh nghĩa em (Hoài Nam - Thanh Ngọc)
- Tình bạn Quang Trung (Hoài Nam & Duy Hải) (1970)
- Tình không đổi thay (1967)
- Tiếng nói tình yêu
- Tiếng vọng ngàn thương
- Trai tài gái sắc
- Trăng cài lên suối tóc (Hoài Nam - Yên Hà) (1965)
- Trên thảm cỏ xanh (1973)
- Tuổi tân binh
- Vì trong nghịch cảnh 1, 2
- Vì tôi ngại ngùng
- Vết thương lòng (1971)
- Xuân hồng trên má (1972)
- Xứng lứa vừa đôi
- Xin gửi lại anh
- Yêu đời (1968)